# Villamalea
Villamalea község Spanyolországban, Albacete tartományban. Lakosainak száma 3973 fő (2024).

## Földrajza
Villamalea Venta del Moro, Casas-Ibáñez, Fuentealbilla, Cenizate, Iniesta, El Herrumblar és Ledaña községekkel határos.

## Népesség
A település lakosságának változását az alábbi diagram mutatja:
| Lakosok száma | 3570 | 3873 | 3986 | 4078 | 4051 | 4148 | 4082 | 4027 | 4040 | 3973 |
|               | 2001 | 2004 | 2006 | 2009 | 2011 | 2014 | 2016 | 2019 | 2021 | 2024 |